# Emil Alwens
Emil Alwens (* 5. Februar 1868 in Frankenthal (Pfalz); † 4. Februar 1924 in Bayreuth) war ein deutscher Verwaltungsjurist und Bezirksoberamtmann.
Alwens legte 1892 das Große juristische Staatsexamen ab und kam als Assessor zunächst zum Bezirksamt Miltenberg und 1902 nach Kaiserslautern. Am 1. Juni 1909 wurde er als Bezirksamtmann mit der Leitung des Bezirksamtes Feuchtwangen betraut. Dort wurde er am 24. Dezember 1917 zum Regierungsrat ernannt und zum 1. April 1920 als Bezirksoberamtmann übergeleitet. Zum 1. August 1921 wechselte er als Oberregierungsrat und Bezirksamtsvorstand zum Bezirksamt Bayreuth. Dort starb er im Amt.